# Zyginama dentata
Zyginama dentata är en insektsart som först beskrevs av David D. Gillette 1898.  Zyginama dentata ingår i släktet Zyginama och familjen dvärgstritar. Inga underarter finns listade i Catalogue of Life.